# Regierung Monrad

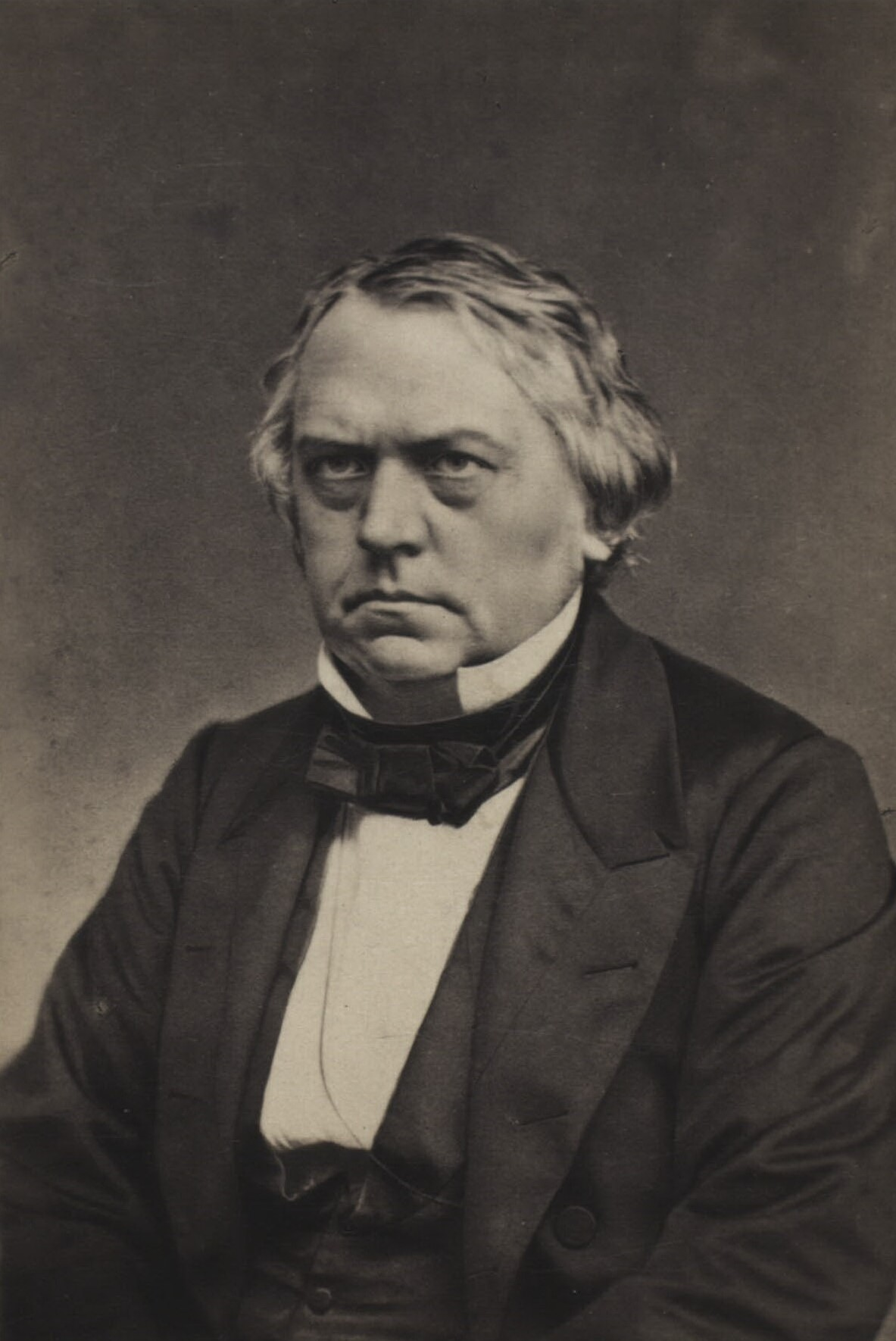
Premierminister D. G. Monrad

Die Regierung Monrad (dän. Ministeriet Monrad) war vom 31. Dezember 1863 bis 11. Juli 1864 die Regierung Dänemarks unter Premierminister D. G. Monrad. Amtierender König war Christian IX.
Im Vorfeld des Deutsch-Dänischen Krieges ließ Konseilspräsident Hall nicht ab von seiner eiderdänischen Konfrontationspolitik gegen den Deutschen Bund, König Christian versuchte, ihn umzustimmen, jedoch erfolglos. Der König unternahm deshalb Versuche, eine neue Regierung zu bilden, doch viele Politiker weigerten sich aufgrund der außenpolitisch verfahrenen Lage, die Leitung des Kabinetts zu übernehmen. Erst am 31. Dezember 1863 gelang es, eine Übergangsregierung unter dem vorigen Kultusminister Monrad, ebenfalls Eiderdäne, zu bilden. Kurz nach der Regierungsbildung brach der Deutsch-Dänische Krieg aus. Der König verlangte am 8. Juli 1864 von Monrad die Rücktrittserklärung, was mit dem Versagen der dänischen Politik im Krieg zusammenhing, der letztlich den Verlust der Herzogtümer Schleswig, Holstein und Lauenburg bedeutete. 

## Kabinettsliste
Kabinettsumbildungen gab es am 8. Januar, 24. Januar, 10. Mai und 18. Mai.
Die Regierung bestand aus folgenden Ministern:
- Konseilspräsident und Finanzminister: Ditlev Gothard Monrad
- Außenminister:

D.G. Monrad bis 8. Januar 1864, danach
G.J. Quaade (D.G. Monrad half als Stellvertreter vom 3. April bis 6. Juli aus)
- Innenminister:

C.L.V.R. Nutzhorn bis 10. Mai 1864, danach
H.R. Carlsen
- Justizminister: A.L. Casse
- Minister für Kirche Unterrichtswesen: C.T. Engelstoft
- Kriegsminister:

Carl Lundbye bis 18. Mai 1864, danach
C.E. Reich
- Marineminister: O.H. Lütken
- Minister für Schleswig:

C.F. Simony bis 24. Januar 1864, danach
C.G.V. Johannsen
- Minister für Holstein und Lauenburg: D.G. Monrad

## Endnoten
1. ↑  Maik Ohnezeit: Deutschland, Dänemark und die Elbherzogtümer nach dem Wiener Kongreß 1815, in: Jan Ganschow, Olaf Haselhorst, Maik Ohnezeit (Hrsg.): Der Deutsch-Dänische Krieg 1864. 2. Aufl., Ares, Graz 2013, S. 25–85, hier: S. 83.